# John Coveart
John Coveart (* 14. September 1924 in Toronto; † 23. Januar 1987 ebenda) war ein kanadischer Pianist und Musikpädagoge.

## Leben
Coveart studierte bei Margaret Miller Brown und von 1943 bis 1944 bei Gerald Moore. Er war ab 1948 Klavierlehrer und -begleiter am Royal Conservatory of Music und ab 1960 an der University of Toronto. Von 1958 bis 1960 gab er Unterricht bei der Sommerschule der University of British Columbia, außerdem wirkte er mehrfach als Korrepetitor und Begleiter der Canadian Opera Company.
Als Klavierbegleiter trat Coveart u. a. mit dem französischen Bariton Martial Singher (1969–70), dem dänischen Bariton Aksel Schiøtz und auf einer Tournee durch Kanada und die USA mit Anna Russell auf. Plattenaufnahmen spielte er außer mit Anna Russell auch mit Jeannette Zarou, Stephanie Fedchuk, Barbara Collier und Janos Tessenyi ein.

## Quelle
- John Coveart. In:  Encyclopedia of Music in Canada. herausgegeben von The Canadian Encyclopedia (englisch, französisch).

| Personendaten    | Personendaten                         |
| ---------------- | ------------------------------------- |
| NAME             | Coveart, John                         |
| KURZBESCHREIBUNG | kanadischer Pianist und Musikpädagoge |
| GEBURTSDATUM     | 14. September 1924                    |
| GEBURTSORT       | Toronto                               |
| STERBEDATUM      | 23. Januar 1987                       |
| STERBEORT        | Toronto                               |